# Максім Ду Коуту Тейшейра
Максім Ду Коуту Тейшейра або просто Максім Тейшейра (фр. Maxime Do Couto Teixeira, нар. 13 грудня 1996, Нейї-сюр-Сен, Франція) — французький футболіст португальського походження, лівий вінгер клубу «Сошо».

## Клубна кар'єра
Вихованець клубів «Париж 15-ем О», «Мант» та «Тур».
Дебютував за «Тур» 30 серпня 2014 року в переможному (2:1) виїзному поєдинку Ліги 2 проти «Анже». У футболці «містян» зіграв 17 матчів у Лізі 2, в яких відзначився гольовою передачею.
2017 року перейшов до «Авуана». Дебютував за команду з однойменного міста 14 жовтня 2017 року у переможному (5:2) виїзному поєдинку 5-о туру Другого дивізіону аматорського чемпіонату Франції проти «Етуаль Блю Сен-Сір». Максим вийшов на поле в стартовому складі, на 52-й хвилині відзначився дебютним голом за нову команду, а на 80-й хвилині був замінений на Брахіма Махамата Ахмата. Загалом У Насьйоналі 3 зіграв 20 матчів, в яких відзначився 10-а голами.
25 липня 2018 року підписав 3-річний контракт з донецьким «Олімпіком». Став першим гравцем зі французьким паспортом в історії донецького клубу. У 2021 році пішов з клубу у статусі вільного агента. Президент клубу Владислав Гельзін повідомив, що було вирішено не продовжувати контракт з командою у зв'язку з тим, що команді потрібен гравець іншого плану на позиції лівого вінгера.
1 липня 2021 року став гравцем «Сошо», який виступав у другому дивізіоні французького чемпіонату.

## Кар'єра в збірній
У 2014 році провів 3 поєдинки в футболці юнацької збірної Франції (U-19) (проти Греції, Іспанії та Німеччини), в якій грав разом з майбутнім переможцем чемпіонату світу з футболу Лукасом Ернандесом.

## Стиль гри
Може зіграти як на вістрі атак, так і в підіграванні.

## Сім'я
Тейшейра є племінником відомого камерунського футболіста, який пограв за низку вищолігових клубів Франції та увійшов до списку «200 найкращих африканських футболістів за останні 50 років», складеного КАФ ― Жана-П'єра Токото.